# Kariri-Xokó

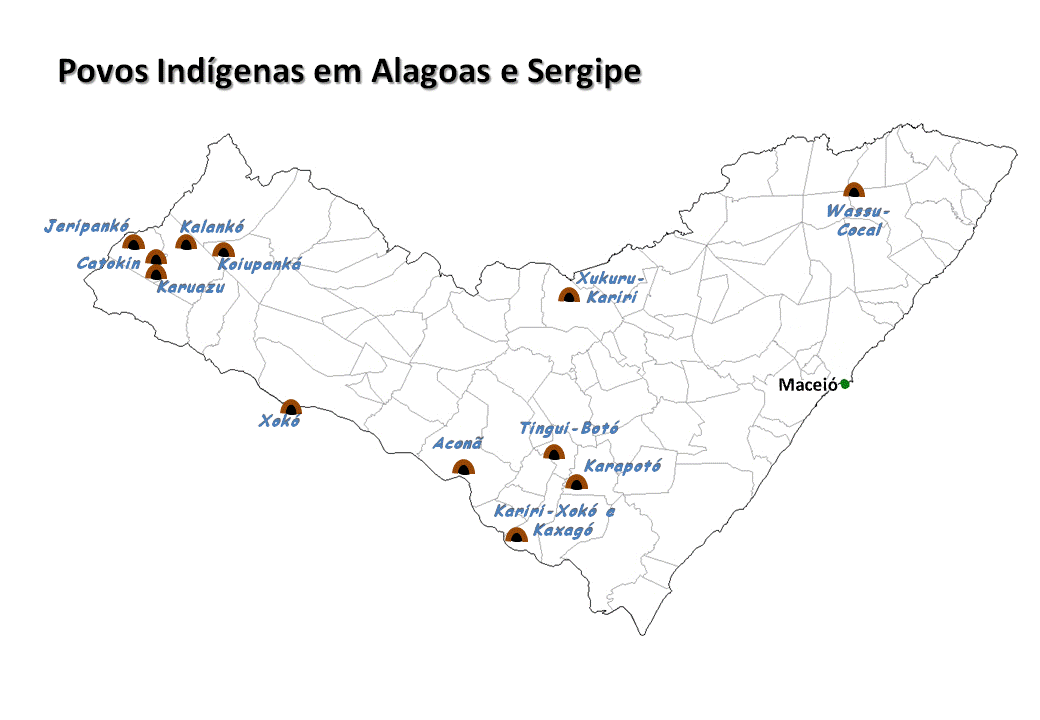
Alagoas

I Kariri-Xokó (o semplicemente Kariri) sono un gruppo etnico del Brasile che ha una popolazione stimata in circa 1.100 individui (1995). Parlano la lingua Portuguese (codice ISO 639: POR) e sono principalmente di fede animista.
Vivono negli stati brasiliani dell'Alagoas, Bahia e Ceará; sono prossimi all'estinzione. Denominazioni alternative: Karirí, Kariri Xucó, Kipeá, Xokó-Karirí, Xukuru Kariri, Xukurú, Xocó, Xokó.